# Lairoux
Lairoux est une commune du Centre-Ouest de la France, située dans le département de la Vendée en région Pays de la Loire.

## Géographie
Le territoire municipal de Lairoux s’étend sur 1 331 hectares. L’altitude moyenne de la commune est de 12 mètres, avec des niveaux fluctuant entre 0 et 32 mètres,.
Située dans le sud du département de la Vendée, la commune de Lairoux appartient au canton de Luçon. Elle étaot intégrée dans la communauté de communes du Pays-Né-de-la-Mer, et elle adhère au parc naturel régional du Marais poitevin.
Elle est positionnée sur un promontoire calcaire qui domine une zone de marais. Ses terres hautes sont cultivées et comprennent quelques bois taillis. La superficie totale de la commune est de 1 319 hectares, dont près de la moitié en marais.
Outre le bourg, où se trouvent la mairie, l'école publique et les lieux de culte, plusieurs hameaux importants sont répartis sur le territoire communal : les Voureuils, l'Oulerie, Jauger, le Gorgeais, ainsi que nombre d'écarts caractéristiques d'un habitat dispersé.
|        | La Bretonnière-la-Claye |          |
| Curzon | Lairoux                 | Chasnais |
|        | Saint-Denis-du-Payré    |          |

### Climat
Pour des articles plus généraux, voir Climat des Pays de la Loire et Climat de la Vendée.
En 2010, le climat de la commune est de type climat océanique franc, selon une étude du CNRS s'appuyant sur une série de données couvrant la période 1971-2000. En 2020, Météo-France publie une typologie des climats de la France métropolitaine dans laquelle la commune est exposée à un climat océanique et est dans la région climatique  Bretagne orientale et méridionale, Pays nantais, Vendée, caractérisée par une faible pluviométrie en été et une bonne insolation. 
Pour la période 1971-2000, la température annuelle moyenne est de 12,4 °C, avec une amplitude thermique annuelle de 13,7 °C. Le cumul annuel moyen de précipitations est de 790 mm, avec 12,6 jours de précipitations en janvier et 6,2 jours en juillet. Pour la période 1991-2020, la température moyenne annuelle observée sur la station météorologique de Météo-France la plus proche, sur la commune d'Angles à 12 km à vol d'oiseau, est de 13,2 °C et le cumul annuel moyen de précipitations est de 869,3 mm,. Pour l'avenir, les paramètres climatiques de la commune estimés pour 2050 selon différents scénarios d'émission de gaz à effet de serre sont consultables sur un site dédié publié par Météo-France en novembre 2022.

## Urbanisme

### Typologie
Au 1er janvier 2024, Lairoux est catégorisée commune rurale à habitat dispersé, selon la nouvelle grille communale de densité à sept niveaux définie par l'Insee en 2022.
Elle est située hors unité urbaine. Par ailleurs la commune fait partie de l'aire d'attraction de Luçon, dont elle est une commune de la couronne,. Cette aire, qui regroupe 13 communes, est catégorisée dans les aires de moins de 50 000 habitants,.

### Occupation des sols
L'occupation des sols de la commune, telle qu'elle ressort de la base de données européenne d’occupation biophysique des sols Corine Land Cover (CLC), est marquée par l'importance des territoires agricoles (97,6 % en 2018), une proportion identique à celle de 1990 (97,6 %). La répartition détaillée en 2018 est la suivante : 
prairies (51,7 %), terres arables (29,1 %), zones agricoles hétérogènes (16,7 %), zones urbanisées (2,4 %). L'évolution de l’occupation des sols de la commune et de ses infrastructures peut être observée sur les différentes représentations cartographiques du territoire : la carte de Cassini (XVIIIe siècle), la carte d'état-major (1820-1866) et les cartes ou photos aériennes de l'IGN pour la période actuelle (1950 à aujourd'hui).

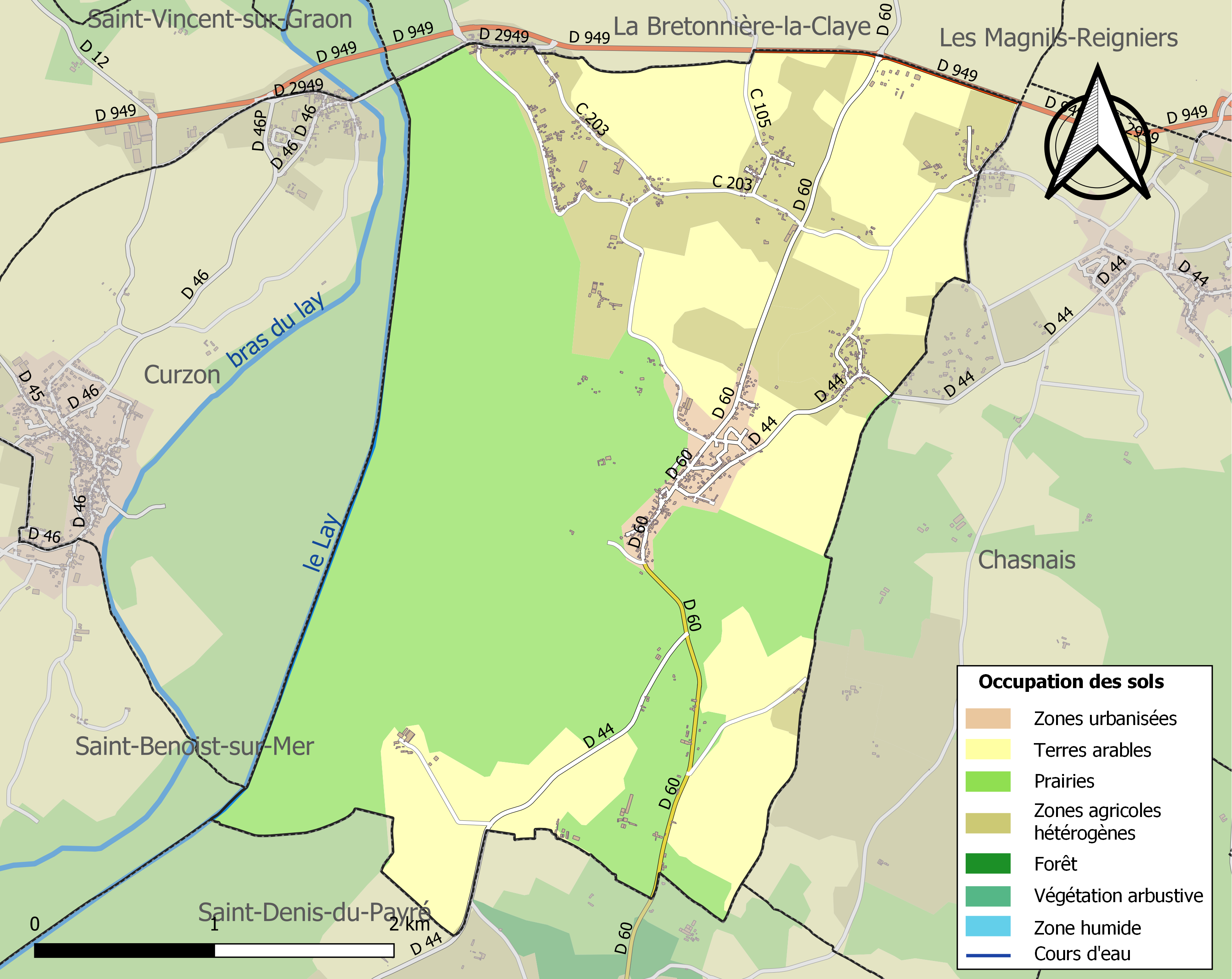
Carte des infrastructures et de l'occupation des sols de la commune en 2018 (CLC).

## Histoire
Les formes anciennes connues du nom sont de Leiros (XIIe siècle), de Leyros et Lerusio (XIVe siècle), Lairusio au XVIe siècle.
L'étymologie de ce toponyme reste obscure, mais on ne peut y voir en aucun cas une origine renvoyant à un « oratoire » (du latin oratorium) que des naufragés auraient élevé en reconnaissance de leur sauvegarde. Cette hypothèse, souvent mise en avant, provient d'une « légende » probablement créée au XIXe siècle sur la foi d'une étymologie erronée.

## Population et société

### Démographie
Au XIXe siècle, la commune a connu une augmentation sensible de sa population, passant de 490 habitants en 1826 à 784 habitants en 1901. Ce pic démographique a été suivi d'un long et régulier déclin jusqu'en 1975. Depuis cette date, la population a recommencé de croître, signe d'une attractivité retrouvée.

#### Évolution démographique
L'évolution du nombre d'habitants est connue à travers les recensements de la population effectués dans la commune depuis 1793. Pour les communes de moins de 10 000 habitants, une enquête de recensement portant sur toute la population est réalisée tous les cinq ans, les populations de référence des années intermédiaires étant quant à elles estimées par interpolation ou extrapolation. Pour la commune, le premier recensement exhaustif entrant dans le cadre du nouveau dispositif a été réalisé en 2006.

En 2022, la commune comptait 601 habitants, en évolution de −2,91 % par rapport à 2016 (Vendée : +5,33 %, France hors Mayotte : +2,11 %).
| 1793 | 1800 | 1806 | 1821 | 1831 | 1836 | 1841 | 1846 | 1851 |
| ---- | ---- | ---- | ---- | ---- | ---- | ---- | ---- | ---- |
| 401  | 435  | 362  | 460  | 540  | 552  | 583  | 628  | 665  |

| 1856 | 1861 | 1866 | 1872 | 1876 | 1881 | 1886 | 1891 | 1896 |
| ---- | ---- | ---- | ---- | ---- | ---- | ---- | ---- | ---- |
| 674  | 715  | 710  | 718  | 676  | 718  | 748  | 782  | 774  |

| 1901 | 1906 | 1911 | 1921 | 1926 | 1931 | 1936 | 1946 | 1954 |
| ---- | ---- | ---- | ---- | ---- | ---- | ---- | ---- | ---- |
| 784  | 751  | 761  | 700  | 669  | 634  | 610  | 540  | 521  |

| 1962 | 1968 | 1975 | 1982 | 1990 | 1999 | 2006 | 2011 | 2016 |
| ---- | ---- | ---- | ---- | ---- | ---- | ---- | ---- | ---- |
| 489  | 452  | 418  | 434  | 514  | 532  | 590  | 600  | 619  |

| 2021 | 2022 | - | - | - | - | - | - | - |
| ---- | ---- | - | - | - | - | - | - | - |
| 608  | 601  | - | - | - | - | - | - | - |

#### Pyramide des âges
En 2018, le taux de personnes d'un âge inférieur à 30 ans s'élève à 30,3 %, soit en dessous de la moyenne départementale (31,6 %). De même, le taux de personnes d'âge supérieur à 60 ans est de 30,8 % la même année, alors qu'il est de 31,0 % au niveau départemental.
En 2018, la commune comptait 320 hommes pour 300 femmes, soit un taux de 51,61 % d'hommes, largement supérieur au taux départemental (48,84 %).
Les pyramides des âges de la commune et du département s'établissent comme suit.
| Hommes | Classe d’âge | Femmes |
| ------ | ------------ | ------ |
| 0,6    | 90 ou +      | 1,0    |
| 5,1    | 75-89 ans    | 9,3    |
| 23,0   | 60-74 ans    | 22,5   |
| 19,6   | 45-59 ans    | 21,9   |
| 19,2   | 30-44 ans    | 17,4   |
| 12,7   | 15-29 ans    | 12,3   |
| 19,8   | 0-14 ans     | 15,6   |

| Hommes | Classe d’âge | Femmes |
| ------ | ------------ | ------ |
| 0,8    | 90 ou +      | 2,2    |
| 8,7    | 75-89 ans    | 11,1   |
| 20,3   | 60-74 ans    | 21,3   |
| 20     | 45-59 ans    | 19,4   |
| 17,5   | 30-44 ans    | 16,8   |
| 15     | 15-29 ans    | 13,2   |
| 17,7   | 0-14 ans     | 16,1   |

## Lieux et monuments

### Église
46° 26′ 49″ N, 1° 16′ 01″ O

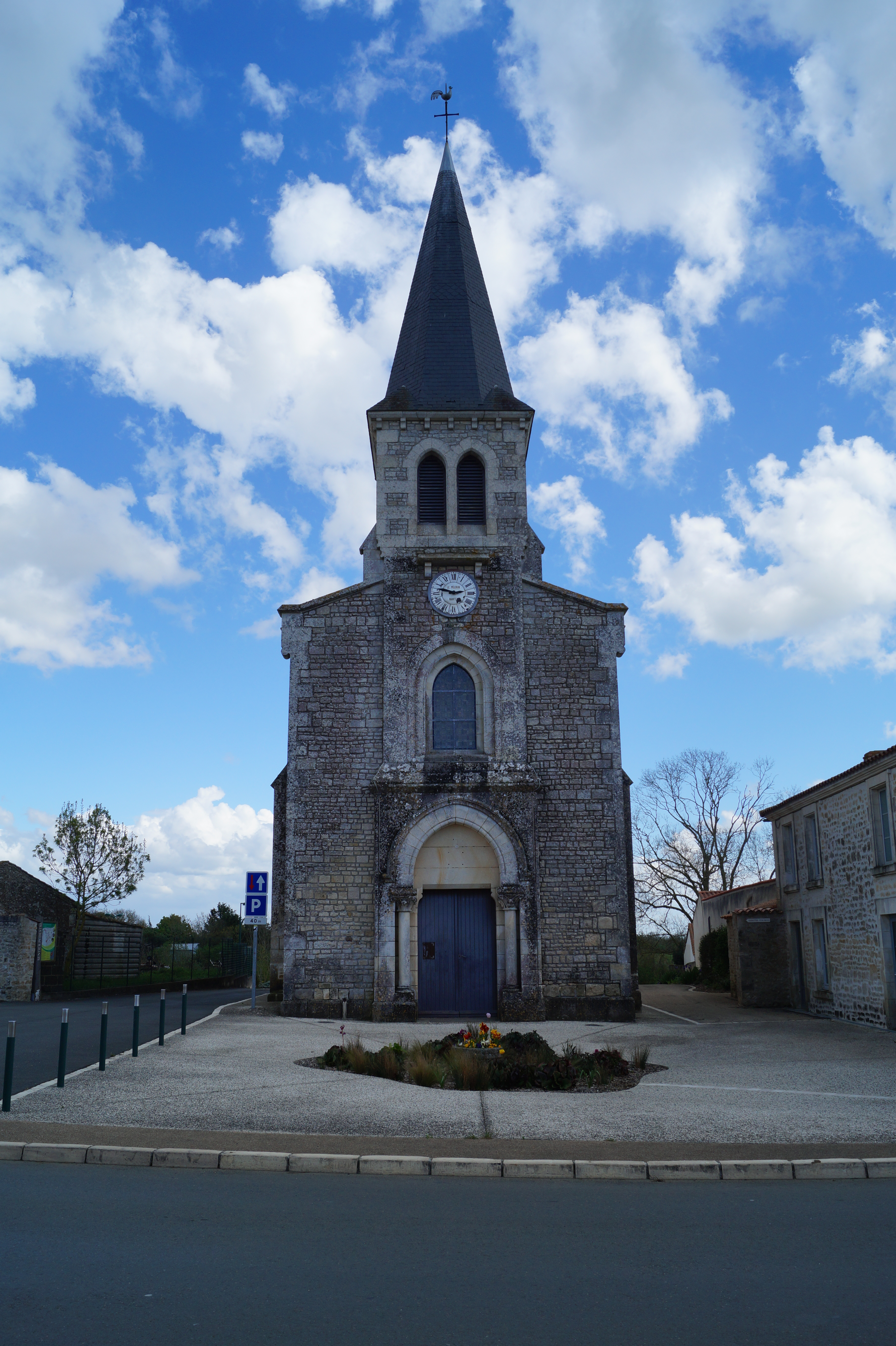
L'église Saint-Pierre

L'église Saint-Pierre de Lairoux a succédé à un prieuré-cure dépendant de l'abbaye de Saint-Michel-en-l'Herm. Reconstruite au XIXe siècle, elle n'a conservé d'ancien que son chœur, du XVe siècle. Une pierre tombale du XVIIe siècle, portant les noms de bienfaiteurs de la paroisse (familles Gordien et Citoys) et restaurée au XIXe siècle, est exposée dans l'entrée de l'église.

### Marais communal
46° 27′ 20″ N, 1° 16′ 47″ O
Commune du Marais poitevin, Lairoux a conservé sa prairie communale inondable de 245 hectares, qu'elle gère en pâturage collectif extensif. Aussi, une partie du communal de Curzon se situe sur le territoire municipal.
Sur cet espace prairial, sont présents pendant la saison 2007, 453 têtes de bovins et 35 chevaux en liberté. Ils proviennent de 15 élevages de bovins et 5 élevages d'équins.
Un agent pastoraliste du parc naturel régional du Marais poitevin fait le lien entre 16 communes détentrices de 1 900 hectares de communaux. Le mode de gestion est encadré sur le plan prophylactique. Il vise à répondre aux besoins des utilisateurs, tout en préservant l'équilibre nécessaire à la sauvegarde de la faune et de la flore sauvages spécifiques de cet espace classé Natura 2000.

### Ponts du Port-la-Claye
46° 28′ 03″ N, 1° 17′ 19″ O
Les deux ponts du Port-la-Claye sur la rivière Le Lay (également sur communes de La Bretonnière-la-Claye, Curzon et Saint-Cyr-en-Talmondais) datent du XVIIIe siècle. Ils ont été inscrits au titre des monuments historiques en 1985.

### Divers
- Le logis de la Chevalleraie, à Jauger, présente un important ensemble de bâtiments remontant au XVIIe siècle et remaniés au XIXe siècle. La partie ouest a été remarquablement rénovée dans le respect des traditions locales. Ce logis est un ancien prieuré dont une partie du bâtiment actuel a été érigée par les moines de l'abbaye de Saint-Michel-en-l'Herm au XVIIe. Des textes remontant au commencement du XIVe siècle attestent de la présence de ce prieuré dépendant de la puissante abbaye de Saint-Michel-en-l'Herm. Il a été vendu à la Révolution française et l'un des propriétaires a fait ériger, au XIXe siècle, plusieurs bâtiments dont une remise à charrette, un bâtiment pour l'intendant du domaine qui s'étendait alors sur plus de 300 hectares et un bâtiment accueillant un immense four à pain et le dortoir des ouvriers agricoles.  (46° 27′ 47″ N, 1° 15′ 46″ O).
- La tonnelle du Payré, sur la route de Grues, est un vestige d'un ancien moulin à vent sur pivot, qui peut donc être daté assez probablement du Moyen Âge (46° 25′ 53″ N, 1° 16′ 34″ O).
- Selon les écrits du chanoine Poirier daté de 1920, dans Histoire d'un secteur, les tonnelles datent des invasions barbares (Ve et VIe siècles. Ce ne sont pas des moulins, mais des postes d'observation. « Elles s'érigeaient sur les hauteurs de la plaine, non loin des côtes. Là haut, sur une étroite plate forme, s'installaient des guetteurs pour surveiller l'arrivée des pirates. »

## Pour approfondir